# Nemotaulius hostilis
Nemotaulius hostilis là một loài Trichoptera trong họ Limnephilidae. Chúng phân bố ở miền Tân bắc.